# Filomeno Mata
Filomeno Mata Rodríguez (San Luis Potosí, 5 de julio de 1845-Veracruz, 2 de julio de 1911) fue un profesor mexicano, egresado de la Escuela Normal para Profesores, hoy Benemérita y Centenaria Escuela Normal del Estado de San Luis Potosí. Ejerció el periodismo, fue uno de los más destacados durante el Porfiriato.
Originario de la Hacienda de Carranco en Villa de Reyes, San Luis Potosí, México, fue hijo de Casiano Mata y de Tomasa Rodríguez; ejerció el periodismo, en periódicos, como lo eran El Monitor Republicano y La Patria.
También participó en El Ahuizote, semanario feroz que apareció en 1874, cuyo contenido se oponía al gobierno del político Sebastián Lerdo de Tejada. Filomeno Mata era responsable de los corresponsales.
También, dentro de su carrera como periodista, fundó y dirigió varios periódicos, algunos de ellos eran: El Sufragio Libre, El Cascabel, La Hoja Eléctrica y El Monitor Tuxtepecano, este último partidario del gobierno del general Porfirio Díaz.
Tras desempeñar su trabajo como uno de los periodistas mexicanos más exitosos de esa época, fue designado como director del Diario Oficial de la Federación y de la imprenta del gobierno.
Pese a publicaciones previas a favor del gobierno de Díaz, Filomeno Mata se habría de distinguir por la fundación de uno de los periódicos más conocidos de oposición al porfirismo Diario del Hogar, que apareció el 16 de septiembre de 1881, con la idea inicial de publicar en él recetas de cocina. Sin embargo, se tornó en un diario combativo en el que Mata plasmó virulentas críticas que le significaron la cárcel, a donde fue a parar en varias ocasiones.
Falleció en la ciudad de Veracruz, abatido y enfermo, el 2 de julio de 1911, tras haber apoyado la candidatura de Francisco I. Madero, a principios de la Revolución mexicana.